# Der Hauptmann von Nakara
Der Hauptmann von Nakara ist der dritte Film des kenianischen Regisseurs Bob Nyanja. Die romantische Komödie, die auf Motiven der wahren Geschichte des Hauptmann von Köpenick beruht, entstand als eine Kooperation zwischen der deutschen Produktionsfirma papermoon films aus Berlin und der kenianischen Produktionsfirma Blue Sky Films aus Nairobi. Gedreht wurde Ende 2010 mit einem deutsch-kenianischen Team in und um Nairobi herum.

## Handlung
Der Hauptmann von Nakara spielt im sagenumwobenen Kwetu, einer prototypischen afrikanischen Militärdiktatur. Dort werden der verträumte Kleinkriminelle Muntu und sein Kumpel Sunday zum Geburtstag des Präsidenten aus dem Gefängnis entlassen. Muntu verliebt sich noch am gleichen Tag in die bildhübsche Tochter eines Predigers, sagt ihr jedoch nicht, wo er gerade herkommt, sondern lässt sie in dem Glauben, dass er einen ehrbaren Beruf nachgeht. Danach ist er nicht mehr bereit, wie sein Kumpel in der Verbrecherbande des Bruders seiner Angebeteten anzufangen. Muntu möchte ehrlich werden, nicht nur scheinen. Um der Liebsten nah zu sein, hilft er ihr bei der Sorge um ihre Schwester, die an Aids stirbt. Und eh Muntu sich versieht, hat er seiner Angebeteten dabei die Hochzeit versprochen. Sie hält ihn für eine gute Partie.
Beim Versuch, sich, bevor sein Schwindel auffliegt, als kleiner Geschäftsmann zu etablieren, begegnet Muntu allen möglichen Schwierigkeiten wirtschaftlicher, gesellschaftlicher und ethnischer Natur. Währenddessen lernt er auch einen ständig betrunkenen General kennen, der nicht über den Tod seiner Frau hinwegkommt, und Muntu als Rekruten adoptiert. Der Hochzeitstermin rückt immer näher und die damit verbundenen Kosten steigen. Um sie bezahlen zu können, dreht Muntu endlich das Ding, zu dem sein Kumpel ihn die ganze Zeit zu überreden versucht hatte. Beide landen dadurch wieder im Gefängnis. Und am Vorabend der Hochzeit wartet Muntus Liebste so vergeblich auf ihren Bräutigam. Im Gefängnis bemächtigt Muntu sich dann jedoch einfach einer Uniform. Als Hauptmann verkleidet und dank seines Trainings durch den General auch überzeugend auftretend, verschafft Muntu sich Freiheit und danach all die behördlichen Voraussetzungen und Papiere, um ein ehrbares Leben zu führen. Fast schafft er es darüber nicht, rechtzeitig vor dem Traualtar zu erscheinen. Am Ende fliegt der Schwindel auf, aber seine Liebste hat ihn inzwischen zu sehr ins Herz geschlossen, um nachtragend zu sein.

## Hintergrund
Nairobi 2006. Während eines Drehbuch-Workshops in der ostafrikanischen Hauptstadt lernt der deutsche Ko-Autor Martin Thau den kenianischen Dramatiker Cajetan Boy kennen. Auf der Suche nach einem geeigneten Thema für ein Skript berichtet Martin Thau von der skurrilen Geschichte des Hauptmann von Köpenick, und so entsteht die Idee, diesen wahren Stoff aus dem Berlin des beginnenden 20. Jahrhunderts nach Afrika zu verlegen. Nicht nach Kenia, oder ein anderes reales Land, sondern in einen fiktiven Staat. Eine der ehemals prototypischen Militärdiktaturen, in denen der Kampf ums Überleben auch eine ständige Konfrontation mit der allgegenwärtigen Korruption bedeutet. Drehbuchautor Cajetan Boy hat die Geschichte dann mit den Zutaten angereichert, die jedem Afrikaner aus seinem täglichen Leben nur allzu gut bekannt sind.
Die Finanzierung der Projekte war ein langwieriger Prozess. Obwohl nahe liegend hat der Film von deutscher Seite keinerlei Unterstützung erhalten. Dafür gab die amerikanische Global Film Initiative einen symbolischen Betrag als Initialfinanzierung und die französische Regierung engagierte sich sehr für das Projekt, förderte schließlich mit einer größeren Summe. Die bewilligten Gelder des Fonds Images Afrique musste von den Produzenten jedoch wieder zurückgegeben werden, da zu dem Zeitpunkt, zu dem der Fonds auslief, noch nicht mit dem Dreh begonnen werden konnte, weil die Entscheidungen weiterer Förderer noch ausstanden. Nach diesem Rückschlag gelang es schließlich jedoch, mit der Hilfe von ACP (Brüssel) die fehlende Finanzierungslücke zu schließen, und so konnte im November und Dezember 2010 mit den Dreharbeiten in und um Nairobi begonnen werden, die nach 25 Tagen erfolgreich abgeschlossen wurden.

## Produktion
Da der Film in den 70er Jahren angesiedelt ist, war ein umfangreicher Kostümfundus vonnöten. Zudem waren teilweise bis zu 100 Statisten im Einsatz. Regisseur Bob Nyanja, der zugleich auch eine berühmte Late-Night-Show im kenianischen Fernsehen produziert, ist es gelungen, einige der großen afrikanischen Stars für das Projekt zu gewinnen. Allem voran Charles Bukeko, in ganz Afrika durch seinen Brrr-Spot während der Fußball-Weltmeisterschaft bekannt, glänzt in der Rolle des ständig betrunkenen Generals Lumumba.

## Festivalteilnahmen

### International (Auswahl)
- 2012 Montréal World Film Festival[2]
- 2012 Warsaw Film Festival (im Wettbewerb)